# South Wingfield
South Wingfield est une paroisse civile et un village du Derbyshire, en Angleterre.